# Trox tatei
Trox tatei är en skalbaggsart som beskrevs av Blackburn 1892. Trox tatei ingår i släktet Trox och familjen knotbaggar. Inga underarter finns listade i Catalogue of Life.